# Матисон, Анна Олеговна
А́нна Оле́говна Матисо́н (род. 8 июля 1983, Иркутск) — российский кинорежиссёр, сценарист и драматург. 
Жена актёра Сергея Безрукова.

## Биография
Родилась в Иркутске 8 июля 1983 года.
Училась на международном факультете Иркутского государственного университета.
Ещё во время учёбы в университете начала работать в местной телекомпании, прошла путь от внештатного корреспондента до главного продюсера.
В 2004 году совместно с режиссёром и продюсером Юрием Дорохиным основала собственную производственную студию «REC.production», занимающуюся созданием видеофильмов, аудио- и видеорекламы.
В 2008 году студия по инициативе Анны Матисон создала короткометражный фильм «Настроение улучшилось» по одноимённому произведению Евгения Гришковца. Анна Матисон на этом проекте выступала в роли режиссёра и сценариста. Гришковец заинтересовался фильмом и его создателями и предложил Анне Матисон сотрудничество, которое позже вылилось в создание полнометражного фильма «Сатисфакция», документального сериала «Без сценария», ряда музыкальных клипов, пьес «Дом» и «Уик-энд», аудио-спектакля «Реки».
В 2008 году Анна Матисон переехала в Москву и поступила на сценарный факультет ВГИКа, в мастерскую Натальи Рязанцевой, который окончила в 2013 году с красным дипломом.

## Семья
11 марта 2016 года Анна Матисон вышла замуж за актёра Сергея Безрукова, с которым она познакомилась в феврале 2015 года. У пары трое детей: дочь Мария (род. 4 июля 2016) и сыновья Степан (род. 24 ноября 2018) и Василий (род. 24 июля 2021).
- Бабушка — Октябрина Павловна[3].
- Родители: Олег Рудольфович Матисон (род. 22.03.1959) и Ольга Леонидовна Матисон — бизнесмены, с 1991 года владельцы семейного частного предприятия Сибирская межотраслевая фирма «Аккурат»[4][5][5][6][7].
- Братья — Тимофей Матисон (род. 23.06.1977) — бизнесмен; и Леонид Матисон (род. 2.07.1989)[7][8][9].

## Работа в кино
Режиссёрским и сценарным дебютом в художественном кино для Анны Матисон стал фильм «Сатисфакция», выпущенный на экраны в 2010 году. Соавтором сценария выступил Евгений Гришковец, который также снялся в главной роли. Фильм вышел широким прокатом и участвовал в программе фестивалей «Кинотавр», «Меридианы Тихого», «Московская премьера», «Святая Анна», «Voices».
Автор сценариев к фильмам «Ёлки-2», «Ёлки-3», «Ёлки 1914», «Млечный путь», «Глазами собаки».
В 2013—2014 годах снимался детский музыкальный фильм «Большие приключения маленького Сашки Крапивкина» с участием Евгения Гришковца и Дениса Мацуева.
Работает также в документальном кино. В 2011 году на «Первом канале» был показан полнометражный документальный фильм «Музыкант» о пианисте Денисе Мацуеве. Сотрудничество с Мацуевым началось с создания короткометражного фильма «Репетиция оркестра». Получившийся фильм понравился Мацуеву, и сотрудничество было продолжено.
В 2012—2013 годах были созданы три фильма о дирижёре Валерии Гергиеве и Мариинском театре:
- «Мариинский театр и Валерий Гергиев» (телевизионная премьера на Первом канале).
- «Прокофьев: во время пути» (фильм рассказывает о Московском Пасхальном Фестивале, а также о жизни и творчестве композитора Сергея Прокофьева). Сценарий фильма (написан совместно с Тимуром Эзугбая) основан на дневниках композитора. В фильме роль Сергея Прокофьева сыграл актёр Константин Хабенский.
- «Продолжение следует» (телевизионная премьера на телеканале «Культура»).

Фильм «Семь дней одного года» рассказыет о Михаиле Турецком и его вокальных коллективах — «Хоре Турецкого» и «Сопрано-10».
В 2014 году по заказу Мариинского театра сняты фильмы-оперы «Левша» (Родион Щедрин), «Семён Котко» (Сергей Прокофьев), «Троянцы» (Гектор Берлиоз).
В 2016 году фильм «После тебя» входил в конкурсную программу 29-го Токийского кинофестиваля.

### Фильмография
- 2009 — «Настроение улучшилось», х/ф короткометражка — режиссёр, сценарист, монтажёр
- 2010 — «Сатисфакция», х/ф — режиссёр, сценарист (в соавторстве с Евгением Гришковцом), монтажёр
- 2010 — «Репетиция оркестра», короткометражка, док. — режиссёр, сценарист, монтажёр
- 2011 — «Музыкант», док. — режиссёр, сценарист, монтажёр
- 2011 — «Ёлки 2» — сценарист
- 2011 — «Семь дней одного года», док. — (документальный) режиссёр, сценарист, монтажёр
- 2012 — «Мариинский театр и Валерий Гергиев», док. — режиссёр, сценарист, монтажёр
- 2013 — «Прокофьев: во время пути», док. — режиссёр, сценарист (в соавторстве с Тимуром Эзугбая)
- 2013 — «Большие приключения маленького Сашки Крапивкина» (в производстве), х/ф — режиссёр, сценарист (в соавторстве с Тимуром Эзугбая)
- 2013 — «Мариинский театр. Продолжение следует», док. — режиссёр, сценарист, монтажёр
- 2013 — «Ёлки 3» — сценарист
- 2014 — «Ёлки 1914» — креативный продюсер, сценарист
- 2014 — «Левша» — фильм-опера, режиссёр, монтажёр
- 2014 — «Семён Котко» — фильм-опера, режиссёр, монтажёр
- 2014 — «Троянцы» — фильм-опера, режиссёр, монтажёр
- 2016 — «Млечный путь» — режиссёр
- 2016 — «После тебя» — режиссёр
- 2018 — «Заповедник» (рабочее название «Пушкин. Виски. Рок-н-ролл») — режиссёр
- 2020 — «Нищеброды»  — режиссёр
- 2022 — «Папы» — режиссёр
- 2024 — «Плевако» — режиссёр, сценарист

## Театральные работы
В 2009 году в театре «Школа современной пьесы» состоялась премьера пьесы «Дом». В 2011 году пьесу поставил МХТ им. Чехова. Пьеса также идёт в театре им. Лермонтова (Казахстан) и театре Sicaalexandrescu (Румыния).
В 2014 вышла пьеса «Уик энд» («Конец недели»), написанная с Евгением Гришковцом.
25 декабря 2014 года состоялась премьера постановки оперы Римского-Корсакова «Золотой петушок» — дебют Анны Матисон в Мариинском театре.

### Мариинский театр
- 2014 — опера «Золотой петушок» Римского-Корсакова — режиссёр-постановщик, художник-постановщик и художник по костюмам[12]
- 2015 — балет «Симфония в трех движениях» — художник
- 2015 — балет «Бэмби» — автор либретто и художник
- 2015 — балет «В джунглях» — автор либретто и художник
- 2019 — опера «Пеллеас и Мелизанда» Дебюсси — режиссёр-постановщик
- 2020 — опера «Снегурочка» Римского-Корсакова — режиссёр-постановщик и сценарист[13][14], сценография Александра Орлова

## Премии и награды
- В 2008 году сценарий Анны Матисон «Добрый вечер» (который лёг в основу сценария фильма «Млечный путь») попал в шорт-лист премии «Дебют» в номинации «Драматургия»
- В том же году стала лауреатом премии «Студенческий букер»
- Фильм «Сатисфакция» — участник конкурсной программы фестиваля «Кинотавр» 2009. Был отмечен призом редакции газеты «Московский комсомолец» на фестивале «Московская премьера», а также призом зрительских симпатий на фестивале «Меридианы Тихого»
- 2016 — гран-при Карельского международного фестиваля фильмов для молодёжи «KIFFYF 2016» (фильм «После тебя»)[15]
- 2016 — специальный приз Департамента торговли Москвы за воплощение на киноэкране яркого образа художника на 5-м Московском фестивале российского кино «Будем жить!», Москва (фильм «После тебя»)[16]
- 2017 — диплом второй степени и серебро кинофестиваля «SOL Russian Film Festival-2017» в Торревьеха, Испания (фильм «После тебя»)[17][18]
- 2017 — гран-при IV Благотворительного фестиваля духовно-нравственного кино для детей и молодёжи памяти святого Иоанна Кронштадтского, Кронштадт (короткометражный фильм «Храни меня, мой талисман»)[19]
- 2017 — гран-при в конкурсе короткометражных игровых фильмов на XIV Международном кинофестивале военно-патриотического фильма «Волоколамский рубеж», Волоколамск (короткометражный фильм «Храни меня, мой талисман»)[20]
- 2017 — специальный приз зрительских симпатий «За блестящее киновоплощение пронзительной истории» на III Международном кинофестивале «Восемь женщин», Москва (фильм «После тебя»)[21].